# Mohammed Haji Ibrahim Egal

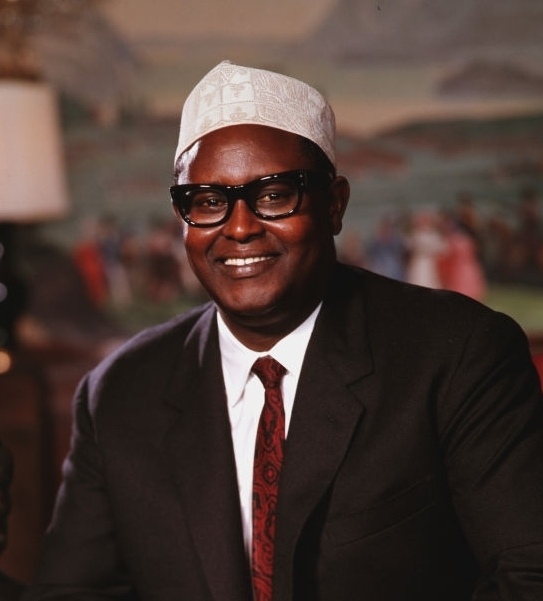
Mohammed Haji Ibrahim Egal (1968)

Mohammed Haji Ibrahim Egal (somalisch Maxamed Xaaji Ibraahim Cigaal; * 15. August 1928 in Oodweyne, Britisch-Somaliland; † 3. Mai 2002 in Pretoria, Südafrika) war ein somalischer Politiker. Er war 1960 und erneut 1967–1969 Premierminister Somalias und 1993–2002 Präsident des international nicht anerkannten Somaliland.

## Leben und Karriere
Egal war Sohn eines wohlhabenden Händlers vom Clan der Habar-Awal-Isaaq und einer Mutter vom Clan der Habar-Yunis-Isaaq. Seine Ausbildung erhielt er in Britisch-Somaliland, in Sudan und in London, wo er Politik- und Wirtschaftswissenschaften studierte. Er trat in den 1950er Jahren in die Politik ein, als er Mitglied der Somalischen Nationalliga (SNL) wurde, die sich für die Unabhängigkeit Britisch-Somalilands einsetzte. 1956 wurde er Vorsitzender der Zweigstelle der SNL in Berbera, 1958 stieg er zum Generalsekretär der Partei auf.
1959 wurde Egal First Minister des Advisory Council von Britisch-Somaliland. Vom 26. Juni bis zum 1. Juli 1960 war er Premierminister des kurzzeitig unabhängigen Britisch-Somaliland, nach dessen Vereinigung mit Italienisch-Somaliland blieb er bis zum 12. Juli erster Premierminister des gesamten Somalia. Im Kabinett des Landes seines Nachfolgers Abdirashid Ali Shermarke war er bis 1962 Verteidigungsminister, anschließend bis 1963 Bildungsminister.
Nachdem Shermarke den Präsidenten Aden Abdullah Osman Daar 1967 in einem Putsch gestürzt hatte, setzte er Egal am 15. Juli 1967 wieder als Regierungschef ein. In dieser Zeit war er gleichzeitig Außenminister des Landes. Als solcher erreichte er eine Entspannung der Beziehungen zu den Nachbarstaaten, die wegen der von ihm vertretenen Gebietsansprüche Somalias (vgl. Groß-Somalia) gespannt waren.
Egals Amtszeit endete am 1. November 1969, als Shermarke getötet wurde und Siad Barre daraufhin die Macht übernahm. Barre schaffte das Amt des Premierministers ab, und Egal wurde ohne Gerichtsverhandlung bis 1975 inhaftiert. Nach seiner Haft wurde ihm der Botschafterposten in Indien angeboten. Er wurde allerdings 1977 nach sechs Monaten wieder zurückgerufen und bis 1982 im berüchtigten Labataan-Jirow-Gefängnis in Einzelhaft gehalten. 1983 wurde er von Siad Barre zum Vorsitzenden der Handels-, Industrie- und Landwirtschaftskammer berufen, was er bis zum Sturz der Regierung 1991 blieb.

### Präsidentschaft in Somaliland
1991 erklärte die Rebellenorganisation “Somalische Nationale Bewegung” Egals Heimatregion Somaliland einseitig für unabhängig. Als an einer Konferenz der Clans von Somaliland in Boorama 1993 die Macht von der Bewegung an eine zivile Regierung übergeben wurde, wurde Egal zum zweiten Präsidenten Somalilands bestimmt. Diese Wahl kam für manche Beobachter überraschend, da Egal keiner der verschiedenen Fraktionen der SNM angehörte. Andererseits sollte gerade dadurch die Wahl Egals die Konflikte zwischen Teilen der SNM beenden helfen. Da seine Eltern verschiedenen Clans angehörten, sollte diese Wahl zudem dazu beitragen, die zu jener Zeit zerstrittenen Unterclans der Isaaq wieder zu einen.
Während seiner ersten Amtszeit in Somaliland war Egal mit weiteren internen Konflikten konfrontiert. Diese wurden an einer erneuten Konferenz in Hargeysa 1996/97 beigelegt, wo auch seine Präsidentschaft für weitere fünf Jahre bestätigt wurde. In den folgenden Jahren kam Egal seiner Verpflichtung nach, eine Verfassung Somalilands auszuarbeiten. Differenzen mit dem Parlament führten dabei zu Verzögerungen. Teile der Öffentlichkeit verdächtigten Egal der Korruption; auch Ambitionen auf eine Präsidentschaft in einem wiedervereinigten Somalia wurden ihm nachgesagt. 2001 wurde schließlich ein Referendum abgehalten, in dem die Verfassung von einer großen Mehrheit der Abstimmenden angenommen wurde. Nach Annahme der Verfassung gründete Egal die Partei UDUB, mit der er bei den geplanten Wahlen antreten würde.
Am 3. Mai 2002 starb Egal unerwartet während einer Operation in Südafrika. Er wurde in Berbera bestattet. Sein Nachfolger wurde der bisherige Vizepräsident Dahir Riyale Kahin.
Der Flughafen Hargeysa wird ihm zu Ehren auch Egal International Airport genannt.